# Тамаркина, Роза Владимировна
Ро́за Влади́мировна Тама́ркина (23 марта 1920, Киев — 5 августа 1950, Москва) — советская пианистка.

## Биография
Родилась в семье киевлянина Тамаркина Владимира Марковича (Волько Мотелевича) (1882—1969) и одесситки Тамаркиной Анны Львовны (ур. Лапидус Ханны Элевны) (1883—1942). «Ни мать, ни отец не занимались музыкой. Мама очень любила музыку, но не играла. В семье было две старших сестры. Одна сестра училась играть на рояле, а вторая на скрипке. Мой дядя, по профессии настройщик, был музыкантом пианистом-любителем. Я часто приходила к нему слушать, как играют, слушала, как занимается сестра».
В 1925—1931 годах Роза училась в школе 1-й ступени Киевской консерватории, в классе Н. М. Гольденберг, в 1932 году принята в «Особую детскую группу», организованную при Московской консерватории А. Б. Гольденвейзером в класс самого Гольденвейзера. Уже в 1933 году Тамаркина приняла участие в Первом всесоюзном конкурсе музыкантов-исполнителей, где получила специальную премию (по возрасту она не могла считаться полноправной участницей конкурса), а через два года, уже будучи студенткой Гольденвейзера в консерватории, на Втором конкурсе уверенно заняла первое место. Первые грампластинки Розы Тамаркиной с её исполнениями произведений Ф. Листа (Парафраза на темы «Риголетто» и 10-я Рапсодия), выпущенные в 1935 году, были высоко отмечены музыкальной критикой. Григорий Поляновский писал: «…Но совершенно незабываемое впечатление оставляет игра четырнадцатилетней пианистки Розы Тамаркиной, ученицы профессора Гольденвейзера. Десятая рапсодия Листа в её трактовке — это одно из тех музыкальных событий, которые становятся обычными в нашей расцветающей талантами стране».

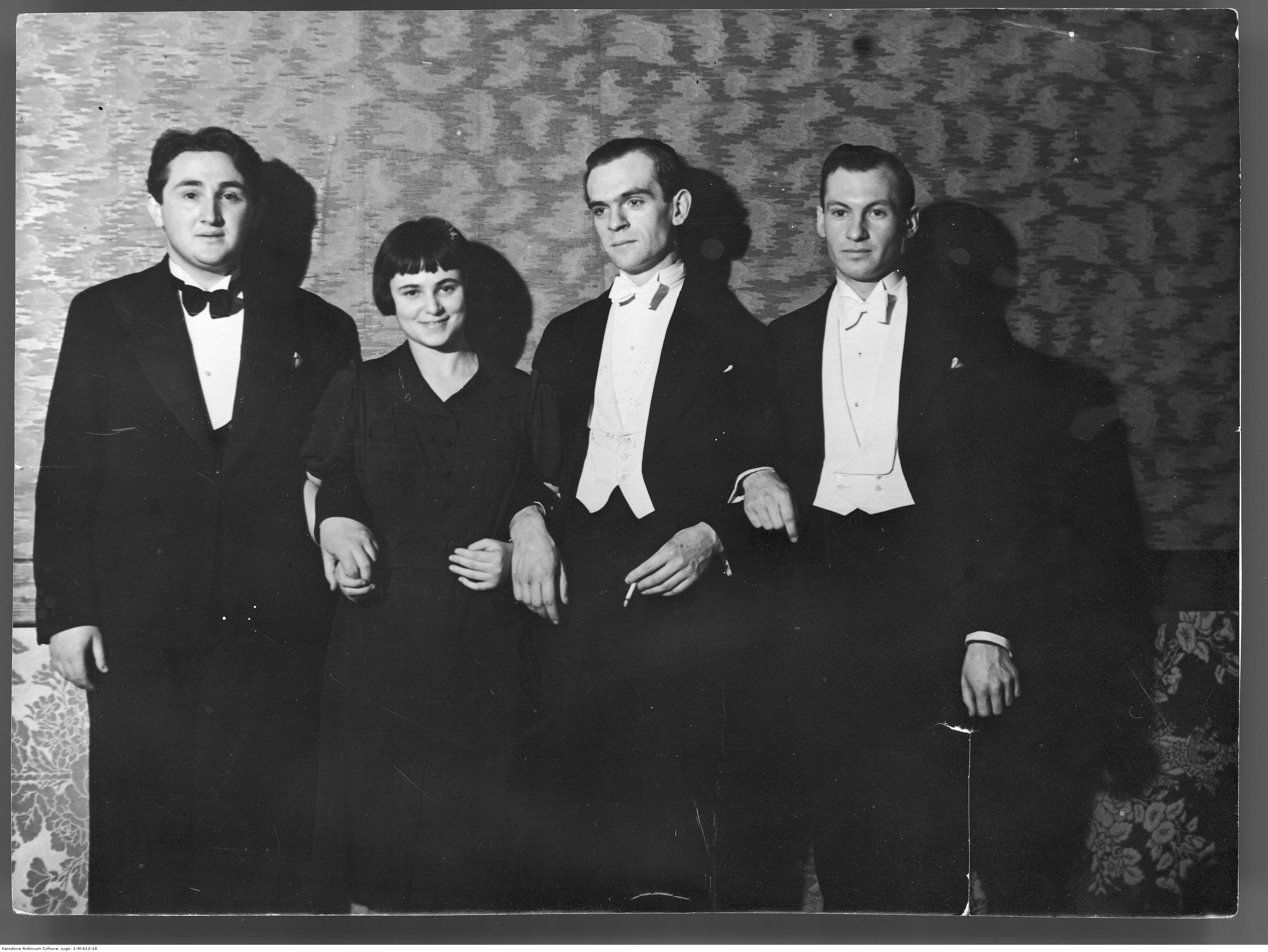
Роза Тамаркина, Яков Зак, Витольд Мальцужинский и Лэнс Доссор. Варшава, март 1937

Триумфальным стало выступление 16-летней Тамаркиной на третьем Международном конкурсе имени Шопена, проходившем в Варшаве в феврале-марте 1937 года. Блестяще исполнив конкурсную программу, пианистка завоевала симпатии публики и жюри (в числе судей были Генрих Нейгауз, Эмиль Зауэр, Вильгельм Бакхауз) и получила вторую премию, уступив лишь Якову Заку. «У Розы поразило именно то, что несмотря на свой юный возраст, она несомненно является совершенно сформировавшейся, совершенно сознательной пианисткой» — отмечал Генрих Нейгауз. В конкурсе участвовало ещё три пианиста одного с Розой возраста, но ни один из них не мог с ней сравниться ни по масштабам своего дарования, ни по законченности исполнения. Польская газета «Kurjer Warszawski» писала: «Исполнение Розы Тамаркиной наделено эмоциональными чертами уже сложившейся художественной индивидуальности, которая бы сделала честь не одному взрослому пианисту».
После окончания конкурса она выступила в разных городах Польши, а по возвращении в СССР началась её концертная карьера. На выступлениях Розы Тамаркиной практически всегда бывали аншлаги. Слава, признание, творческий авторитет её неуклонно растут. Вскоре по возвращении из Варшавы её награждают — «за исключительные успехи в области музыкального искусства» — орденом «Знак Почёта». Студентку, не достигшую ещё двадцатилетнего возраста, в 1939 году избирают депутатом Моссовета. В 1940 году она с отличием заканчивает консерваторию и поступает в аспирантуру сначала к Гольденвейзеру, а в 1943 году переходит в класс Константина Игумнова. Во время войны, находясь в эвакуации вместе с коллективом консерватории, Тамаркина продолжает выступать, в мае 1942 года играет концерт в Москве.
Во второй половине 1940-х Тамаркина преподавала в консерватории (в качестве ассистентки Константина Игумнова и Льва Оборина), не прекращая концертных выступлений, однако неизлечимая тогда болезнь (лимфогранулематоз), первые признаки которой начали появляться ещё в начале 1940-х, привела к её скорой смерти. Последний концерт пианистки состоялся в феврале 1950 года.
В 1940—1944 годах была замужем за пианистом Э. Гилельсом.
Похоронена на 8-м участке Введенского кладбища.

## Творчество
Тамаркина считалась одной из лучших исполнительниц своего времени. Гольденвейзер говорил о ней:

В игре Тамаркиной гармонично сочетались естественность и простота замысла, безукоризненная техническая отделка, безупречный вкус и то свойство, которым обладают только особенно одарённые натуры: способность одинаково неотразимо воздействовать на широкого слушателя и на слушателя высококвалифицированного.

Роза Тамаркина после исполнения Второго концерта Рахманинова в Большом зале Ленинградской филармонии. 1948 г.

Роза Тамаркина была представительница лирико-романтической струи в музыкальном искусстве — а концертанты такого плана пользуются обычно особыми симпатиями публики. Художники-романтики среди исполнителей встречаются сравнительно нечасто. Их «золотая пора» пришлась на вторую половину XIX — начало XX столетия; даже в 1930-е годы, когда взошла и засверкала звезда Тамаркиной, появление их на концертной сцене было скорее исключением, нежели правилом. Всё настойчивее утверждается в это время тип художника-интеллектуала, всё больше становится мастеров, расчётливых и техничных в своих действиях. Всё чаще доводится встречаться в филармонических залах с безукоризненно выстроенными звуковыми конструкциями, с гладко отшлифованными музыкальными «изделиями»; всё заметнее делается примат «рацио» в исполнительском творчестве. Не исключено, что именно поэтому, в силу обратной слушательской реакции, искусство Розы Тамаркиной (как и её современника Якова Флиера) пользовалось таким горячим признанием. Людей подкупала непосредственность и полнота чувств, которые всегда отличали её игру, увлекала присущая артистке окрылённость, приподнятость тона, очаровывала живая эмоциональность её исполнения.
Вместе с тем Тамаркина отнюдь не склонна была игнорировать и хорошую организацию игры. Всё в её искусстве было чётко упорядочено, отлажено и сбалансировано. Конечно, имело значение и то, что она была воспитанницей Гольденвейзера — музыканта, не устававшего прививать своим ученикам уважение к классически строгим и ясным звуковым формам. Но не только в этом дело. Самой Тамаркиной как художнику была присуща изначально некая внутренняя гармония; об этом вспоминают едва ли не все, кто наблюдал её с близкой дистанции. Любые диспропорции или преувеличения шокировали её музыкальное чувство. И этого, естественно, нельзя было не ощутить в её исполнительском творчестве. Её яркий природный темперамент редко выплескивался за рамки вкуса и художественной меры, что отмечалось большинством критиков.

## Награды
- Орден «Знак Почёта» (27.04.1937) — за исключительные успехи в области музыкального искусства.

## Дискография
- 1952 — 8", 78Д—00919-20

1. Ф. Лист — Сонет Петрарки № 104
2. Ф. Шопен — Скерцо № 3 до диез минор, соч. 39

- 1956 — 12", LP (Д—02733-34)

1. Ф. Шопен — Фантазия фа минор, соч. 49
2. Р. Шуман — Три фантастических отрывка, соч. 111
3. Ф. Шуберт — Экспромт ми бемоль мажор, соч. 90 № 2
4. Ф. Шуберт — Экспромт соль бемоль мажор, соч. 90 № 3
5. Ф. Лист — Сонет Петрарки № 104
6. Ф. Шопен — Скерцо № 3 до диез минор, соч. 39

- 2006 — 3CD (реставрация Vista Vera)
  - CD1 (VVCD-00092)

1. С. Рахманинов — 2-й концерт для фортепиано с оркестром. С Государственным симфоническим оркестром п/у Н. Аносова. Запись из Большого зала Московской консерватории 26 мая 1948 г.
2. С. Танеев — Квинтет соль-минор, соч.30. С квартетом Большого театра (И. Жук, Б. Вельтман, М. Гурвич, И. Буравский), запись 1946 г.

- - CD2 (VVCD-00095):

1. Ф. Шуберт — Экспромт ми бемоль мажор, соч.90. Запись 1946 г.
2. Ф. Шуберт — Экспромт соль бемоль мажор, соч.90. Запись 1946 г.
3. Ф. Шуберт, Ф. Лист — «Мельник и ручей» (нем. Der Müller und der Bach). Запись по трансляции из Большого зала Московской консерватории, 24 апреля 1948 г.
4. Ф. Шуберт, Ф. Лист — «Оцепенение» (нем. Erstarrung). Запись по трансляции из Большого зала Московской консерватории, 24 апреля 1948 г.
5. Ф. Лист — Парафраза на темы «Риголетто». Запись 1947 г.
6. Ф. Лист — Венгерская рапсодия № 10. Запись 1948 г.
7. Ф. Лист — Сонет Петрарки № 104. Запись 1948 г
8. И. Брамс — Квинтет фа минор, op.34. С квартетом Большого театра (И. Жук, Б. Вельтман, М. Гурвич, И. Буравский), запись 1947 г.

- - CD3 (VVCD-00101):

1. С. Рахманинов — Прелюдия ми минор, соч.1889 г. Запись 1947-48 гг.
2. С. Рахманинов — Прелюдия фа мажор, соч.1891 г. Запись 1947-48 гг.
3. С. Рахманинов — Гавот ми бемоль мажор, соч.1889 г. Запись 1947-48 гг.
4. С. Рахманинов — Прелюдия до минор, соч. 23, № 7. Запись 1947-48 гг.
5. Ф. Шопен — Скерцо № 3. Запись 1947-48 гг.
6. Ф. Шопен — Фантазия фа-минор, соч.49. Запись 1947-48 гг.
7. Ф. Шопен — Полонез-фантазия ля бемоль мажор, соч.61. Запись 1947-48 гг.
8. Р. Шуман — Три фантастических отрывка. Запись 1947-48 гг.
  1. № 1 до минор
  2. № 2 ля бемоль мажор
  3. № 3 до минор
9. Ц. Франк — Соната для скрипки и фортепиано до мажор. Скрипка — М. Козолупова, запись 1947-48 гг.